# Clube Atlético Hermann Aichinger
Il Clube Atlético Hermann Aichinger, meglio noto come Atlético de Ibirama, è una società calcistica brasiliana con sede nella città di Ibirama.

## Storia
Il Clube Atlético Hermann Aichinger è stato fondato il 20 settembre 1951, come successore della Sociedade Desportiva Industrial, una squadra fondata nel luglio del 1944. La riunione della fondazione del club si tenne al Geraldo Stoll Bar. Il primo presidente del club è stato Alberto Lessa, ed entrambi campo di calcio del club e la sede sono stati affittati. Prende il nome da Hermann Aichinger, che ha donato il campo e la sede del club dove sono stati costruiti.
Nel 2004, l'Atlético de Ibirama ha partecipato al Campeonato Brasileiro Série C, dove è stato eliminato alla terza fase.

## Palmarès

### Competizioni statali
- Campeonato Catarinense Série B: 2

1993, 2001